# Sundasciurus mindanensis
Sundasciurus mindanensis är en däggdjursart som först beskrevs av Joseph Beal Steere 1890.  Sundasciurus mindanensis ingår i släktet sundaekorrar, och familjen ekorrar. IUCN kategoriserar arten globalt som livskraftig. Inga underarter finns listade i Catalogue of Life.
Arten förekommer på Mindanao och på några mindre öar i södra Filippinerna. Den vistas främst i skogar i låglandet eller i bergstrakter. Sundasciurus mindanensis besöker även odlingsmark med träd.